# Vital' Trubila
Vital' Trubila (in bielorusso Віталь Трубіла?, traslitterazione anglosassone: Vitali Trubila; Brėst, 7 gennaio 1985) è un ex calciatore bielorusso, di ruolo centrocampista.

## Carriera

### Nazionale
Tra il 2011 ed il 2014 ha giocato complessivamente 16 partite con la nazionale bielorussa.

## Palmarès

### Club

#### Competizioni nazionali
- Campionato bielorusso: 1

Dinamo Minsk: 2004